# Mulwala Channel
Mulwala Channel är en kanal i Australien. Den ligger i delstaten New South Wales, i den sydöstra delen av landet, omkring 530 kilometer sydväst om delstatshuvudstaden Sydney.
Trakten runt Mulwala Channel består till största delen av jordbruksmark. Runt Mulwala Channel är det mycket glesbefolkat, med 5 invånare per kvadratkilometer. Genomsnittlig årsnederbörd är 1 060 millimeter. Den regnigaste månaden är juli, med i genomsnitt 135 mm nederbörd, och den torraste är november, med 44 mm nederbörd.